# Maarten van Bommel (schrijver)
Maarten Johan van Bommel (Salisbury (Rhodesië), 1962) is een Nederlands jurist en schrijver uit Driebergen. 

## Biografie

### Leven
Van Bommel werd in 1962 geboren in het Lady Chancellor Maternity Hospital in Salisbury (Zuid-Rhodesië) en woonde zijn eerste levensjaren in de plaats Darwendale. Daarna verhuisde de familie naar de wijk Dasmariñas Village in Manilla op de Filipijnen. Sinds 1972 woonde het gezin in Duitsland. In 1978 ging Maarten naar het internaat Louisa State van de Louisa Stichting in Baarn. Na het behalen van zijn vwo-diploma studeerde hij rechten aan de Universiteit Utrecht om na zijn studie als jurist werkzaam te zijn.

### Auteur
In 1998 begon Van Bommel met schrijven. Ook al was Wlass en het goud van Irina over de bourgeoisie in Rusland als eerste voltooid, de roman De Verborgen Schaduw werd in 2011 als eerste boek uitgegeven.
In zijn werken zijn autobiografische gegevens verwerkt. Zo staan in De Verborgen Schaduw en Reis door de Sahara de dagboekaantekeningen van zijn vader Jan centraal. In De Verborgen Schaduw worden de belevenissen verteld van zijn vader die in de oorlog als tabakshandelaar in het Russische Nikolajev woonde en werkte. 
Van Bommel kreeg in 2013 uit handen van Adriaan van Dis de literatuurprijs schrijver van Heuvelrug voor zijn boek De Verborgen Schaduw over de tabakshandelaar van Nikolajev.